# Jean-Pierre Pelletier
Jean-Pierre Pelletier ist ein kanadischer Mediziner, der besonders zur Pathophysiologie und Therapie von Arthritis forschte.
Pelletier machte 1974 seinen Abschluss in Medizin an der Universität Montreal und 1978 machte er seinen Facharztabschluss in Innerer Medizin. 1979 bis 1981 forschte er in Rheumatologie an der University of Miami bei David Howell. 1985 bis 2000 war er Direktor der Abteilung Rheuma und Arthrose am Medizinischen Zentrum der Universität Montreal (CHUM). Mit seiner Ehefrau Johanne Martel-Pelletier, ebenfalls Professorin am CHUM, leitet er dort die Osteoarthritis Research Unit.
1980 wurde er Fellow des American College of Physicians.
2010 erhielt er mit Johanne Martel-Pelletier und Reinhold Ganz den König-Faisal-Preis für Medizin. Er erhielt den Distinguished Scientist Award der Canadian Rheumatological Association (CRA).

## Schriften
- Reginster, Pelletier, Martel-Pelletier, Henrotin (Hrsg.): Experimental and Clinical aspects of Osteoarthritis, Springer 1999